# Oligostigma fumibasalis
Oligostigma fumibasalis là một loài bướm đêm trong họ Crambidae.